# Parco nazionale di Salonga
Il Parco nazionale di Salonga è un parco nazionale della Repubblica Democratica del Congo situato nel bacino del fiume Congo. È la più grande riserva di foresta pluviale tropicale dell'Africa, copre circa 36.000km2. Più grande del Belgio, si estende nelle province di Mai Ndombe, Equateur, Kasaï e Sankuru.
Tra gli animali del parco meritano menzione i bonobo, le scimmie di Salonga, i pavoni rossi dello Zaire, gli elefanti della foresta ed i coccodrilli africani.
Il parco venne inserito tra i patrimoni dell'umanità dell'UNESCO nel 1984. In seguito alla guerra civile nella metà orientale dello stato e a causa della scarsa protezione dell'ambiente naturale e dei progetti di sfruttamento petrolifero dell'area, il sito è stato considerato a rischio dal 1999 al 2021.

## Geografia
Il parco si trova in un'area di foresta pluviale a circa metà strada tra Kinshasa, la capitale, e Kisangani. Non ci sono strade e la maggior parte del parco è accessibile solo via fiume. Alcune sezioni del parco nazionale sono quasi completamente inaccessibili e non sono mai state esplorate in modo sistematico. La regione meridionale abitata dal popolo Iyaelima è accessibile attraverso il fiume Lokoro, che scorre nel centro e nelle parti settentrionali del parco, e il fiume Lula a sud. Il fiume Salonga serpeggia in direzione nord-ovest attraverso il Parco Nazionale di Salonga fino alla sua confluenza con il fiume Busira.

### Un parco in due parti
Per ragioni storiche, il parco era originariamente suddiviso in sei settori amministrativi (Monkoto, Mondjoku, Washikengo, Yoketelu, Anga e Mundja) e due aree disgiunte separate da un corridoio "fuori parco" largo circa 40 km e che copre più di 10.000 km2. Questa striscia di terra, che ospita molte comunità locali, è un fattore di frammentazione del paesaggio. A volte presentato come una zona cuscinetto tra i settori nord e sud del parco, è stato oggetto di studi di biomonitoraggio da parte di personale locale addestrato.
Queste due parti (settori) sono:
- Il settore settentrionale: situato ad un'altitudine di circa 300 m a ovest, sale a est dove culmina a circa 350 m. È, inoltre, interamente ricoperta da foresta equatoriale, di terra asciutta su idromorfi, un tempo pascoli di elefanti vittime di "enorme pressione venatoria" ma di cui alcuni gruppi sopravvivevano ancora qui all'inizio del XXI secolo.[6]

La parte occidentale di questo settore si presenta sotto forma di un altopiano di bassissimo rilievo dove i fiumi sono molto larghi e hanno un corso estremamente tortuoso e sponde paludose (da 1 km a 4 km su entrambi i lati in alcuni punti). Nella parte orientale di questo settore verso la stazione di Mondjoku, il rilievo è mutevole e l'altopiano sale notevolmente; le valli diventano ripide e i fiumi scorrono ai piedi delle rupi, raggiungendo talvolta un'altezza di 80 m. Questo settore è abitato dai kitawalisti che coltivano le colture taglia-e-brucia, prendono legna per il fuoco e la fabbricazione di canoe e raccolgono il miele. Ciò si traduce in incendi, deforestazione per l'insediamento di colture alimentari e taglio di legna per il riscaldamento.
- Il settore meridionale, più in alto (circa 350 m a nord-ovest, culmina a sud-est a circa 700 m), comprende la linea di cresta che separa i bacini idrografici del fiume Luilaka a nord, del fiume Likoro a ovest e del fiume Lukenie a sud[7]. Questo settore è abitato dagli Yaelima che utilizzano anche la foresta per i loro bisogni (cibo, caccia, agricoltura, incendi, costruzioni, canoe, ecc.); circa il 30% del settore meridionale ospita gruppi di Pigmei.

## Storia
Il Parco Nazionale di Salonga è stato istituito come Parco Nazionale di Tshuapa nel 1956, e ha ottenuto i suoi confini attuali con un decreto presidenziale del 1970 del presidente Mobutu Sese Seko. 
Dal 2015 il parco è co-gestito dall'Institut Congolais pour la Conservation de la Nature e dal World Wide Fund for Nature. Ampie le consultazioni con le due principali popolazioni che vivono all'interno del parco; gli Iyaelima, gli ultimi residenti rimasti, e i Kitawalistes, una setta religiosa che si è insediata nel parco subito dopo la sua creazione. Esiste un'intensa collaborazione tra le guardie del parco e gli Iyaelima, poiché i villaggi di Iyaelima sono utilizzati come posti di guardia. È noto che le densità di bonobo sono più alte intorno ai villaggi di Iyaelima, il che dimostra che non rappresentano una minaccia per le specie emblematiche del parco.

## Ecologia

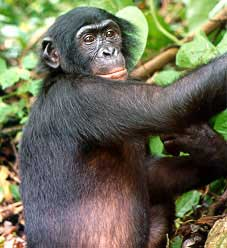
Il bonobo, una specie protetta, geneticamente molto vicina all'uomo

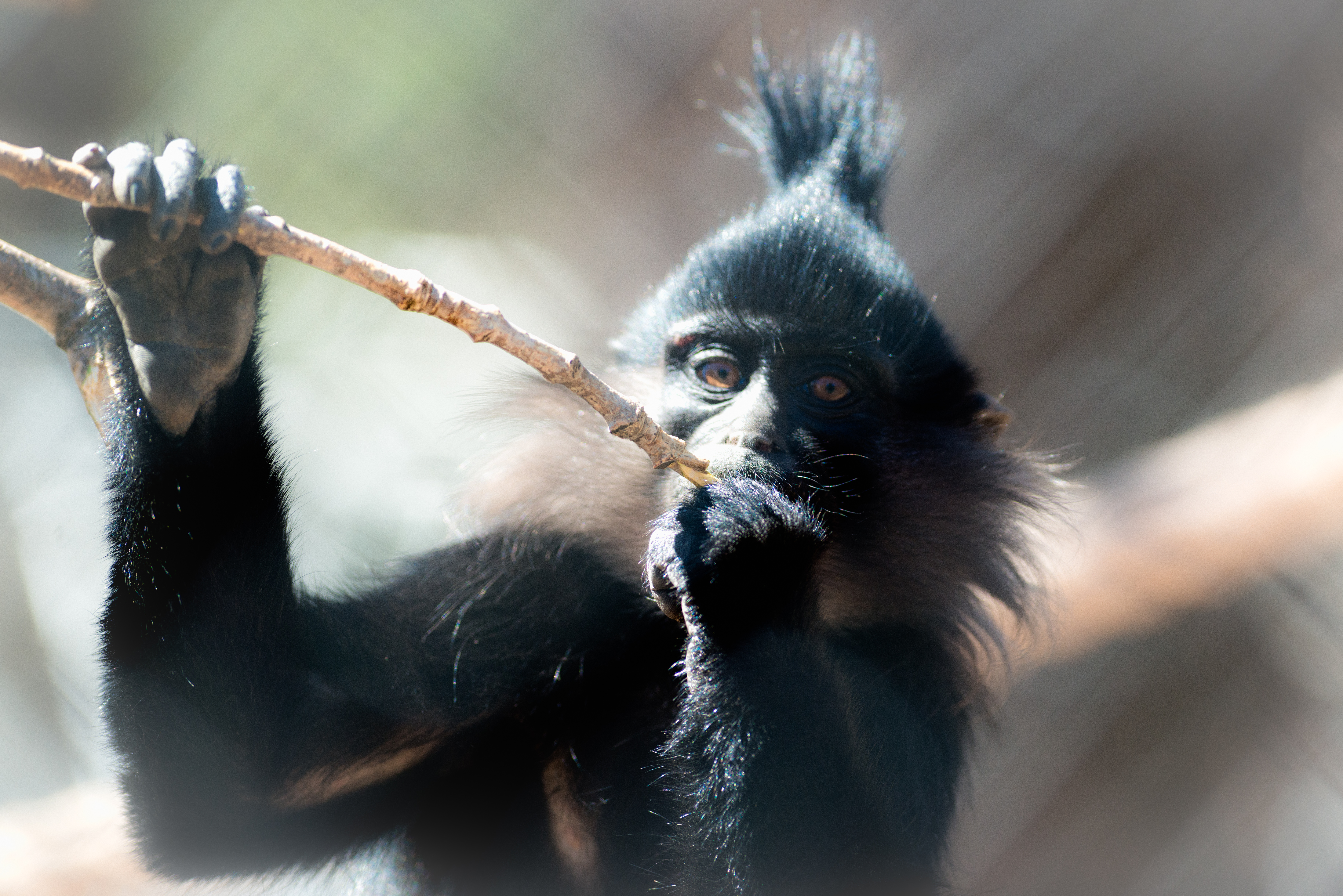
Lophocebus aterrimus, cercopitecidi noti come cercoceb nero o cercocebo nero, e più recentemente lofoceb nero per differenziarlo dai veri cercocebi del genere Cercocebus

Situato al centro del bacino del Congo, il Parco Nazionale di Salonga protegge la più grande foresta pluviale dell'Africa e la seconda più grande del mondo.  Le grandi dimensioni e la complessità ecologica di questa foresta pluviale hanno permesso alle specie e alle comunità di evolversi relativamente indisturbate. Di conseguenza, il parco protegge un ecosistema unico e ricco di biodiversità. Delle 735 specie vegetali identificate nella parte sud-occidentale del parco, l'85% si affida agli animali per disperdere i loro semi, un processo chiamato zoocoria.
Molti grandi mammiferi si trovano all'interno del parco a densità relativamente elevate, tra cui antilopi Bongo, cercocebi dalla cresta nera, leopardi e bonobo. La regione meridionale è stata il luogo in cui sono stati studiati i bonobo in natura. Ci sono popolazioni di bonobo molto più alte vicino agli insediamenti di Iyaelima che altrove nel parco, apparentemente perché gli Iyaelima non li danneggiano e svolgono un ruolo importante nella loro conservazione. Nonostante la pressione della caccia, nel parco sopravvive una popolazione vitale di elefanti della foresta.
Oltre al bonobo, il parco ospita diverse specie di primati come la scimmia Dryas, il colobo rosso di Thollon, la scimmia di palude di Allen, il cercocebo dal ventre dorato, la scimmia dalla coda rossa, il Potto, il bushbaby nano.
Salonga è uno dei pochi posti africani, escluse le savane, dove gli animali sono relativamente facili da osservare: bonobi, pavoni del Congo, scimpanzé, leopardi, pangolini dalla coda lunga, pitoni delle rocce africani, coccodrilli del Nilo, elefanti di foresta, bufali di foresta, colobi rossi, okapi, antilopi bongo, cefalofi e potamocheri sono gli esemplari più diffusi.
Molte sono le specie di uccelli presenti, tra cui l'airone guardabuoi, la cicogna nera e la cicogna dal becco giallo. Il pavone del Congo, una specie di uccello minacciato endemica del bacino del Congo e l'uccello nazionale della Repubblica Democratica del Congo, vive sia nelle foreste primarie che secondarie all'interno del parco.
Nel parco sono state identificate 56 specie di pesci, tra cui i pesci gatto Clarias monsembulai e Synodontis nigriventris. All'interno si trovano anche coccodrilli africani dal muso sottile.